# Radiščev (Oblast' di Irkutsk)
Radiščev (in russo Радищев?) è un insediamento di tipo urbano della Russia, situato nell'Oblast' di Irkutsk.
Il toponimo deriva dal cognome dello scrittore Aleksandr Nikolaevič Radiščev, che venne mandato in esilio nel periodo tra il 1792 e il 1796 nel vicino paese di Ilimsk (sommerso negli anni 1974-1977 con la creazione del Bacino di Ust'-Ilimsk).